# 2000年夏季残疾人奥林匹克运动会美国代表团
2000年夏季残疾人奥林匹克运动会美国代表团是美国派出的2000年夏季残疾人奥林匹克运动会代表团。获得36枚金牌、39枚银牌和34枚铜牌。